# Formatjada

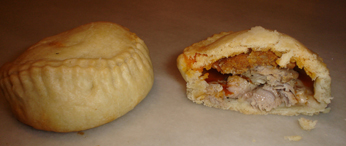
Formatjada de carn

La formatjada és un plat típic de Menorca. Es diu així perquè inicialment només es feien de formatge de Menorca. A diferència de Mallorca, les formatjades poden ser a més de carn i peix, de brossat i formatge. Aquest menjar, antigament es feia per Pasqua i encara es manté en aquestes dates. A la cuina de Menorca hi trobarem, explícits d'una manera minuciosa, senzilla i entenedora les millors receptes de l'illa de Menorca.

## Ingredients
- La Pasta:
  - 1 kg. de farina.
  - 350 g. de saïm.
  - 1 kg. de carn (be o porc).
  - Suc de llimona.
  - Espècies de safrà.
  - Oli (poc).
  - 1 fulla de llorer.

- Formatge:
  - 400 g. de formatge tendre.
  - 1 cullerada de farina.
  - 1 cullerada d'oli.
  - 1 ou.

- Brossat:
  - 1/2 kg de brossat.
  - 200 g. de sucre.
  - 1 llimona ratllada.
  - 1 cullerada grossa de farina.
  - 3 ous.

- Carn:
  - 112 g. de farina.
  - 350 g. de saïm.
  - aigua.
  - llevat.

## Elaboració
Per l'elaboració de la formatjada s'ha de fer amb dues parts, la massa i el farcit.

### Elaboració de la massa
Barrejar els ingredients per fer la pasta. A continuació amb un motlle, es fan les formes. Per acabar s'ha d'omplir del farcit.

### Elaboració del farcit
- De carn:

En un recipient es barregen tots els ingredients del farcit de carn, així obtenim un barreja que ficarem a la massa.
- De formatge:

Primer, es barreja l'ou amb el formatge tendre. A continuació s'afegeix l'oli i la farina. Al final obtendrem el farcit de formatge.
- De brossat:

Primer, barrejam l'ou i el sucre. A continuació afegim els altres ingredients. Al final obtendrem el farcit de brossat.